# Atlus
Atlus Co., Ltd. (jap. 株式会社アトラス Kabushiki gaisha Atorasu) – japoński producent i dystrybutor gier komputerowych, od 2013 roku będący częścią firmy SEGA. Najbardziej znanymi seriami gier stworzonymi przez tę firmę są Etrian Oddysey, Megami Tensei, Persona. Maskotką firmy jest demon Jack Frost z gry Shin Megami Tensei.
Firma powstała w kwietniu 1986 i została zlikwidowana w 2010 przez swojego właściciela, Index Corporation. Index wydawało gry pod marką Atlus do 2013 roku, kiedy to markę sprzedano firmie SEGA i utworzono nową spółkę zarządzającą Atlusem, Sega Dream Corporation. W listopadzie 2013 jej nazwę zmieniono na Index Corporation po tym, jak oryginalna firma zbankrutowała i sprzedała resztę swoich aktywów. W kwietniu 2014 z Index Corporation wydzielono część odpowiedzialną za produkcję i dystrybucję gier komputerowych i nazwano ją ponownie Atlus.
Pierwszą samodzielnie wydaną grą Atlusa był Puzzle Boy na konsolę Game Boy. W Ameryce Północnej od 1991 roku firma prowadzi dystrybucję gier komputerowych pod nazwą Atlus USA, podczas gdy w Europie jej gry są wydawane przez firmy tj. Square Enix czy NIS America.